# Kevin Love
Kevin Wesley Love (Santa Monica, Kalifornija, 7. rujna 1988.) američki je profesionalni košarkaš. Igra na poziciji krilnog centra, a može igrati i centra. Trenutačno je član NBA momčadi Miami Heata. Izabran je u 1. krugu (5. ukupno) NBA drafta 2008. od strane Memphis Grizzliesa, ali je u velikoj razmjeni igrača proslijeđen u T'Wolvese.

## Rani život
Kevin je sin bivšeg američkog košarkaša Stana Lovea i Karen Love. Rođen je u Santa Monici, saveznoj državi Kalifornija, ali se s obitelji ubrzo preselio u saveznu državu Oregon. 

## Srednja škola
Pohađao je srednju školu "Lake Oswego High School" u Lake Oswegu i bio rangiran kao jedan od najboljih igrača u državi iz klase 2007. U drugoj godini predvodio je svoju školu do finala prvenstva u Oregonu, izgubivši u finalu 57:53 od srednjoškolske momčadi "Jesuit High School". Tog ljeta, Nike je Kevina zaobišao u izboru za Portland Elite Legends AAU momčad, zbog toga što je odbio prisustvovati na Reebok ABCD kampu na kojem su igrali igrači poput Grega Odena. Love je 2006. osvojio prvenstvo Oregona, a sljedeće godine ponovo stigao do finala istog prvenstva. Srednjoškolsku karijeru završio je kao najbolji strijelac u povijesti škole s 2 628 poena. Time je srušio rekord star čak 50 godina.

## Sveučilište
Love je nakon srednje škole odlučio pohađati sveučilište UCLA. U svojoj prvoj i jedinoj sveučilišnoj sezoni izabran je u All-American prvu petorku i All Pac-10 momčad. Bio je freshman godine i igrač godine Pac-10 konferencije. Sa sveučilištem je osvojio prvenstvo Pac-10 konferencije i plasirao se na završnicu NCAA prvenstva, tzv. "March Madness".  UCLA je stigao do polufinala natjecanja, gdje su izgubili od Memphis Tigersa predvođeni Derrickom Roseom.

## NBA

### NBA draft
Izabran je kao peti izbor NBA drafta 2008. od strane Memphis Grizzliesa. Nedugo nakon drafta, Minnesota Timberwolvesi poslali su treći izbor drafta O.J. Mayoa, Marka Jarića, Antoine Walkera i Grega Bucknera u Memphis Grizzliese, dok je Love zajedno s Mikeom Millerom, Brianom Cardinalom i Jasonom Collinsom otišao u smjeru Minnesote.

### Rookie sezona
Na Ljetnoj ligi u Orlandu 2008. protiv Dallas Mavericksa postigao je 18 poena i 13 skokova, dok je protiv Los Angeles Lakersa postigao 18 poena i 17 skokova. 25. veljače 2009. postigao je učinak karijere od 24 poena, uz 15 skokova protiv Utah Jazza. 17. ožujka 2009. postigao je 17 poena i rekordnih 19 skokova protiv San Antonio Spursa. U mjesecu ožujku bio je na prosjeku od 15.8 poena, a upisao je i devet double-double učinka. Sezonu je završio kao vodeći među igračima prve godine po broju skokova (9.1) i broju double-double učinka (29). Na kraju sezone izabran je u NBA All-Rookie drugu petorku. 

## NBA statistika

### Regularni dio
| Godina    | Klub      | Odig. uta. | Uta. poč. | Min. | 2P%  | 3P%  | Sl. bac.% | Skok. | Asist. | Ukr. lop. | Blok. | Poena |
| --------- | --------- | ---------- | --------- | ---- | ---- | ---- | --------- | ----- | ------ | --------- | ----- | ----- |
| 2008./09. | Minnesota | 81         | 37        | 25.3 | .459 | .105 | .789      | 9.1   | 1.0    | .4        | .6    | 11.1  |
| 2009./10. | Minnesota | 60         | 22        | 28.6 | .450 | .330 | .815      | 11.0  | 2.3    | 0.7       | 0.4   | 14.0  |
| 2010./11. | Minnesota | 73         | 73        | 35.8 | .470 | .417 | .850      | 15.2  | 2.5    | 0.6       | 0.4   | 20.2  |
| Ukupno    |           | 214        | 132       | 29.8 | .461 | .372 | .823      | 11.7  | 1.9    | 0.6       | 0.5   | 15.0  |
| All-Star  |           | 1          | 0         | 12.0 | .333 | .000 | .000      | 4.0   | 1.0    | 0.0       | 0.0   | 2.0   |

## Vanjske poveznice
- Službena stranica  Arhivirana inačica izvorne stranice od 17. veljače 2009. (Wayback Machine)
- Profil na NBA.com
- Profil na ESPN.com
- Profil na Yahoo!